# Listă de concepții greșite
Este o listă incompletă care nu se pretinde exhaustivă.
Această listă de concepții greșite enumeră credințele populare din întreaga lume, în diverse domenii, fiind dovedite ca false din surse sigure. Fiecare intrare din listă este exprimată ca o corecție, subînțelegându-se că acestea sunt incorecte.

## Știință și tehnologie

### Astronomie

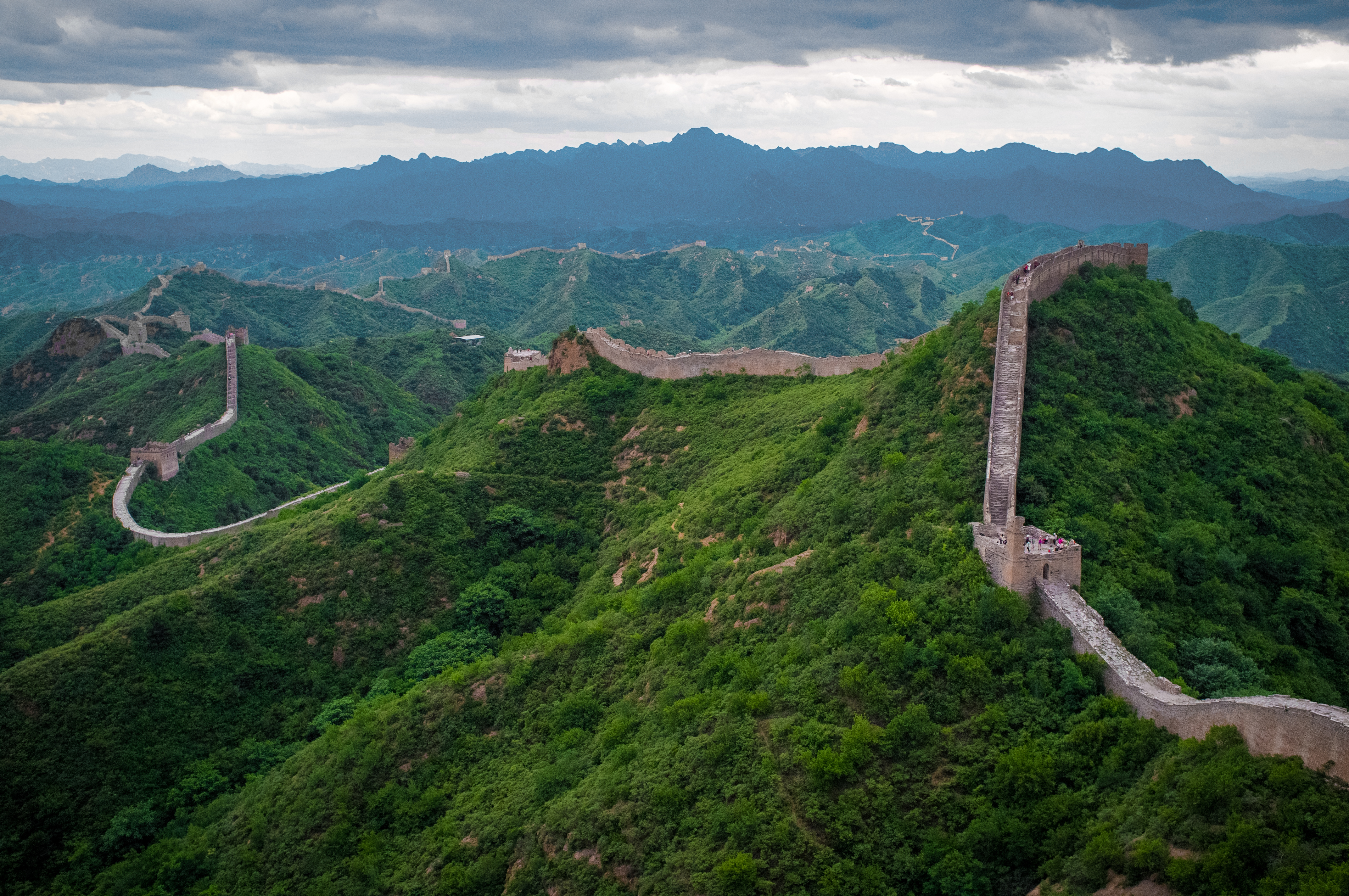
Marele Zid Chinezesc nu este, după cum se pretinde, singurul obiect realizat de om vizibil din spațiu sau de pe Lună.

- Marele Zid Chinezesc nu este, după cum se pretinde, singurul obiect realizat de om vizibil din spațiu sau de pe Lună. Niciunul dintre astronauții Apollo nu a raportat că a văzut vreun obiect produs de om de pe Lună. Totuși, Zidul poate fi vizibil de pe o orbită joasă a Terrei. Astronomul american Eugene Cernan afirmă că acesta poate fi văzut de la 160 la 320 km deasupra nivelului mării.[1]. Yang Liwei a declarat că în timpul șederii sale în spațiu în 2003, nu a văzut nici o urmă a zidului. Totuși, luminile orașelor sunt vizibile de pe orbită.[2]
- Găurile negre au același efect gravitațional ca orice altă masă egală în locul lor. Ele vor atrage obiecte din apropiere la fel ca oricare alt corp planetar, cu excepția distanțelor foarte apropiate de gaura neagră.[3][4] Dacă, de exemplu, Soarele ar fi înlocuit de o gaură neagră de masă egală, orbitele planetelor ar fi în esență neafectate. O gaură neagră poate să acționeze ca un "aspirator cosmic" și să tragă un flux substanțial de materie, dar numai dacă steaua din care s-a format avea deja un efect similar asupra materiei înconjurătoare.[5]
- Anotimpurile nu sunt cauzate de faptul că Pământul este mai aproape de Soare în timpul verii decât în timpul iernii, ci de înclinarea axială a Pământului de 23,4 grade. Fiecare emisferă este înclinată spre Soare în timpul verii (iulie în emisfera nordică și ianuarie în emisfera sudică), rezultând zile mai lungi și lumină directă a soarelui.[6][7]
- Atunci când un meteor sau o navă spațială intră în atmosferă, căldura de intrare nu este cauzată (în primul rând) de frecare, ci de compresia adiabatică a aerului în fața obiectului.[8][9][10]
- Solstițiu și echinocțiu nu sunt neapărat în data de 21 a lunii în cauză. Într-adevăr, orbita Pământului fiind eliptică, viteza pământului depinde de poziția sa. Drept urmare, anotimpurile au o durată inegală. Noul anotimp poate începe în 19, 20, 21, 22, 23 sau 24 ale lunii respective.
- NASA nu a cheltuit milioane de dolari inventând un stilou care ar putea scrie în spațiu. Pixul spațial a fost dezvoltat independent de Paul C. Fisher, fondatorul companiei Fisher Pen, cu 1 milion de dolari din fondurile proprii.[11] NASA a testat și aprobat pixul spațial Fisher apoi a cumpărat 400 de pixuri la 6 dolari per pix.[12] Uniunea Sovietică a achiziționat ulterior, de asemenea, stiloul pentru zborurile spațiale Soyuz.

### Biologie

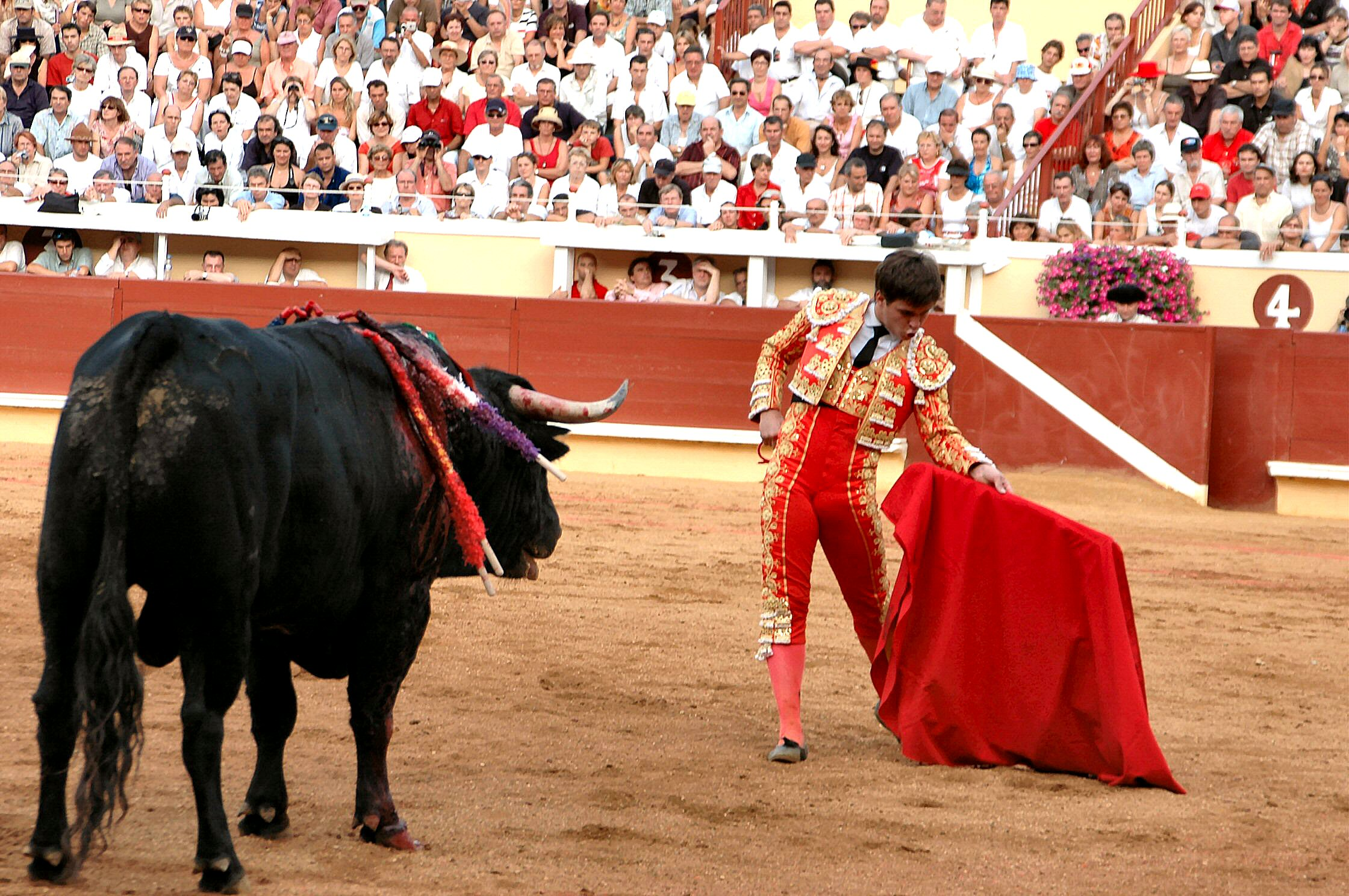
Culoarea roșie a unei cape nu-l înfurie pe taur

- Elefanții mai în vârstă care sunt aproape de moarte nu își părăsesc turma și se îndreaptă instinctiv spre o anumită locație, cunoscută ca un cimitir de elefanți, să moară.[13]
- Taurii nu sunt înfuriați de culoarea roșie, folosită în cape de matadorii profesioniști. Bovinele sunt dicromate, astfel încât roșul nu iese în evidență. Nu este vorba de culoarea capei ci de mișcările neîncetate pe care le fac toreadorii din această capă, care este astfel percepută ca o amenințare.[14]
- Câinii nu transpiră prin salivare.[15] Câinii de fapt au glande sudoripare și nu numai pe limbă; ei transpiră în principal prin labe. Totuși, câinii își reglează preponderent temperatura corpului prin gâfâit.[16]
- Nu există „alfa” într-o haită de lupi. Un studiu timpuriu care a inventat termenul „lup alfa” a observat doar comportamentul unor lupi adulți ținuți în captivitate. În sălbăticie, haitele de lupi funcționează mai mult ca o familie umană: nu există un simț definit al rangului, părinții sunt responsabili până când tinerii cresc și își încep propriile familii, lupii mai tineri nu răstoarnă un „alfa” pentru a deveni noul lider, iar luptele de dominanță socială sunt situaționale.[17][18]
- Liliecii nu sunt orbi. În timp ce aproximativ 70% din speciile de lilieci, în principal din familia microchiroptere, folosesc ecolocația  pentru a naviga, toate speciile de lilieci au ochi și sunt capabile să vadă. În plus, aproape toți liliecii din familia pteropodidae (sau lilieci de fructe) nu pot ecoloca și au o vedere excelentă noaptea.[19]
- Struții nu își țin capul în nisip pentru a se ascunde de dușmani.[20] Această concepție greșită a fost probabil răspândită de Plinius cel Bătrân (23-79 d.Hr.), care a scris că struții își "închipuie, atunci când își bagă capul și gâtul într-un tufiș, că tot corpul lor este ascuns".[21]
- Părerea că peștișorul de aur (sau Crasul auriu) are o memorie de doar câteva secunde este falsă.[22][23] În realitate, are o memorie foarte bună, care se măsoară în luni de zile.

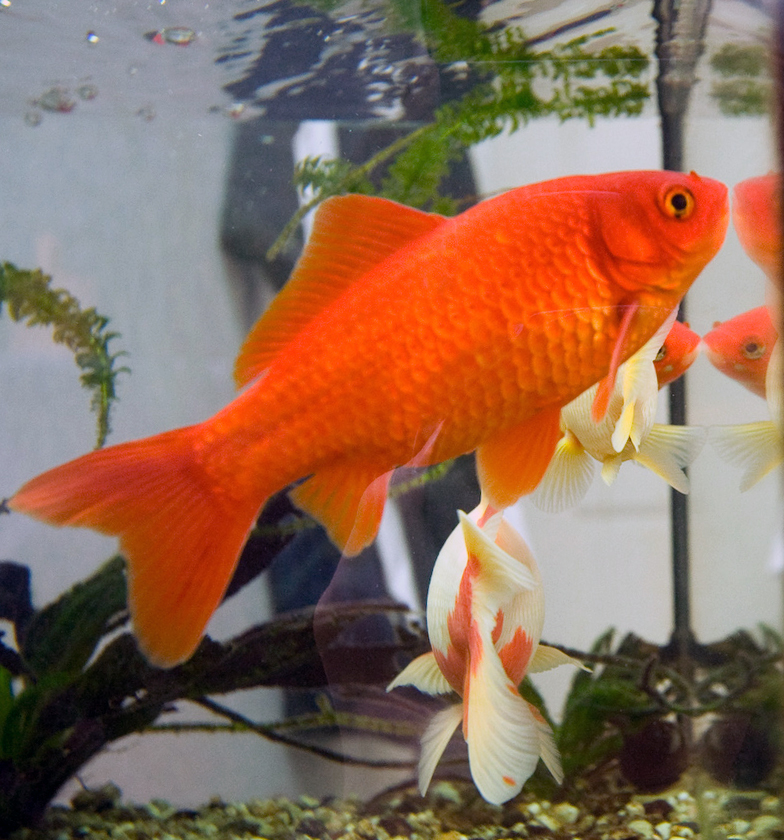
Părerea că peștișorul de aur (sau Crasul auriu) are o memorie de doar câteva secunde este falsă. În realitate, are o memorie foarte bună, care se măsoară în luni de zile.

- Rechinii pot suferi de cancer. Concepția greșită că rechinii nu fac cancer a fost răspândită în 1992 prin cartea Sharks Don't Get Cancer de I. William Lane, concepție folosită pentru a vinde extracte de cartilaj de rechin ca tratamente de prevenire a cancerului. Există rapoarte de carcinom la rechin și datele actuale nu permit nici o speculație cu privire la incidența tumorilor la rechini.[24]
- Râmele nu devin două atunci când sunt tăiate în jumătate. Numai un număr limitat de specii de râme[25] sunt capabile de regenerare. Atunci când astfel de râme sunt tăiate, doar jumătatea din față a râmei (unde este localizată gura) se poate hrăni și supraviețui, în timp ce cealaltă jumătate moare.[26] Totuși, unele specii de viermi plați de fapt devin doi viermi plați noi atunci când sunt tăiați la mijloc.[27]
- Musca de casă are o durată medie de viață de 20-30 de zile, nu de 24 de ore.[28] Concepția greșită poate a apărut din cauza confuziei cu efemeroptere, care, la unele specii, durata de viață a adultului este de doar 5 minute.[29]
- Legenda urbană că o persoană înghite un număr mare de păianjeni în timpul somnului de-a lungul vieții nu are nici o bază în realitate. O persoană care doarme provoacă tot felul de zgomote și vibrații prin respirație, bătăile inimii sforăit etc., toate acestea avertizează păianjenii de pericol.[30][31]
- Albinele europene sunt adesea descrise ca fiind esențiale pentru producția de alimente umane, ducând la afirmațiile că, fără polenizare, omenirea ar muri de foame sau va muri.[32][33] Citatul "Dacă albinele ar dispărea de pe fața pământului, omul ar mai trăi doar patru ani" a fost greșit atribuit lui Albert Einstein.[34][35] De fapt, multe culturi importante nu au nevoie de polenizare făcută de insecte. Cele mai importante zece culturi,[36] care cuprind 60% din toată capacitatea alimentară umană,[37] intră în această categorie.
- Femelele Praying Mantis (Călugărițe) rareori mănâncă masculii în timpul coitului, în special în mediul lor natural. Într-un studiu realizat într-un laborator realizat de Universitatea din Kansas, s-a observat că în 1 din 45 de cazuri, masculul a fost cel care a mâncat femela și, cu aceeași frecvență, femela a mâncat masculul înainte de împerechere.[38]

#### Evoluție și paleontologie
- Cuvântul "teorie" din "teoria evoluției" nu implică îndoieli științifice cu privire la validitatea acesteia; conceptele de teorie și ipoteză au semnificații specifice într-un context științific. În timp ce teoria în utilizare colocvială poate denota o bănuială sau presupunere, o teorie științifică este un set de principii care explică fenomenele observabile în termeni naturali.[39][40] "Faptul științific și teoria nu sunt separabile categoric",[41] iar evoluția este o teorie în același sens ca teoria germenilor sau teoria gravitației.[42]
- Evoluția nu încearcă să explice originea vieții[43] sau originea și dezvoltarea universului. Teoria evoluției se ocupă în primul rând de schimbările generațiilor succesive de-a lungul timpului.[44] Modelul științific referitor la originea primelor organisme din molecule organice sau anorganice este cunoscut sub numele de abiogeneză, iar teoria predominantă pentru explicarea dezvoltării timpurii a universului nostru este modelul Big Bang.
- Oamenii nu au evoluat din niciuna dintre speciile vii de cimpanzei (cimpanzeul comun și bonobo).[45] Oamenii și cimpanzeii au evoluat totuși dintr-un strămoș comun.[46][47] Cel mai recent strămoș comun al oamenilor și ai cimpanzeilor vii a trăit în urmă cu 5 până la 8 milioane de ani. [48]
- Evoluția nu este o progresie de la organisme inferioare la superioare și, de asemenea, nu are ca rezultat neapărat o creștere a complexității. O populație poate evolua pentru a deveni mai simplă, având un genom mai mic, dar involuția biologică este un termen impropriu.[49][50]
- Oamenii și dinozaurii (în afară de păsări) nu au coexistat.[51] Ultimul dinozaur non-aviar a murit în urmă cu 66 de milioane de ani în timpul Extincției Cretacic-Paleogen, în timp ce primii membri ai genului Homo (oameni) au evoluat între 2,3 și 2,4 milioane de ani în urmă. Acest lucru plasează o perioadă de 63 de milioane de ani între ultimii dinozauri care nu sunt păsări și primii oameni. Oamenii au coexistat cu mamutul lânos și tigrul cu dinți sabie - mamifere reprezentate adesea alături de oameni și dinozauri.[52]
- Nu toți dinozaurii au dispărut în timpul Extincției Cretacic-Paleogen. Păsările au evoluat din mici teropode cu pene din Jurasic, iar în timp ce majoritatea liniei dinozaurilor a dispărut la sfârșitul Cretacicului, unele păsări au supraviețuit.[53]
- Mamiferele nu au evoluat din niciun grup modern de reptile; mai degrabă, mamiferele și reptilele au evoluat dintr-un strămoș comun. La scurt timp după apariția primelor animale asemănătoare cu reptilele, acestea s-au împărțit în două ramuri, sauropsidele și sinapsidele.[54] Linia care duce la mamifere (sinapside) s-a despărțit de linia care a dus la liniile reptiliene moderne (sauropside) în urmă cu aproximativ 320 de milioane de ani, în Carboniferul mijlociu. Abia mai târziu (în Carboniferul târziu sau Permianul timpuriu), grupurile reptiliene moderne (lepidozauri, broaște țestoase și crocodili) s-au despărțit. Mamiferele în sine sunt singurele supraviețuitoare ale liniei sinapsidelor.[55]

### Calculatoare și internet
- Navigarea privată, cum ar fi modul incognito, nu protejează utilizatorii să fie urmăriți de site-uri web sau de furnizorul de servicii de internet (ISP). Astfel de entități pot utiliza în continuare informații precum adrese IP și conturi de utilizator pentru a identifica în mod unic utilizatorii.[56][57]

### Corpul uman și sănătatea

#### Creier

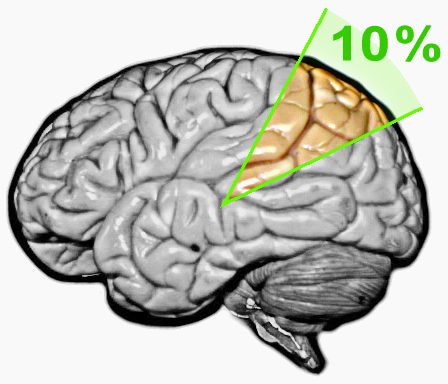
Mitul "10% din creier"

- Abilitățile mentale nu sunt absolut separate în emisferele cerebrale stângi și drepte ale creierului.[58] Unele funcții mentale, cum ar fi vorbirea și limbajul tind să activeze o emisferă a creierului mai mult decât cealaltă, în îndeplinirea anumitor anumite sarcini. Dacă o emisferă este deteriorată sau îndepărtată la o vârstă fragedă, aceste funcții pot fi deseori recuperate parțial sau chiar în întregime de cealaltă emisferă. Alte abilități precum controlul mișcărilor corpului, memoria și raționamentul sunt servite în mod egal de cele două emisfere.[59]
- Creierul uman, în special cortexul prefrontal, nu atinge „maturitatea deplină” la o anumită vârstă (de exemplu, 18, 21 sau 25 de ani). Se înregistrează schimbări în structura și mielinizarea materiei cenușii care continuă cu o relativă consecvență pe tot parcursul vieții adulte. Unele abilități mentale ating vârful și încep să scadă în jurul absolvirii liceului, în timp ce altele nu ating vârful decât mult mai târziu (de exemplu, la 40 de ani sau mai târziu).[60]
- Oamenii nu generează toate celulele cerebrale pe care le vor avea vreodată până la vârsta de doi ani. Deși această convingere a fost susținută de experții medicali până în 1998, acum se știe că noi neuroni pot fi creați după copilărie în unele părți ale creierului până la vârsta adultă târzie.[61][62][63] Astăzi se înțelege că noi neuroni pot fi creați în unele părți ale creierului postnatal.[64] Un studiu efectuat în 2013 a arătat că și la o vârstă înaintată, în hipocamp se produc în jur de 700 de noi neuroni zilnic.[65]
- Oamenii nu folosesc doar 10% din creierul lor. Deși este adevarat că o mică minoritate de neuroni din creier sunt activi în orice moment, neuronii inactivi sunt deopotriva importanți.[66][67] Această concepție greșită a fost introdusă la începutul secolului XX și a fost atribuită lui William James, care aparent a folosit expresia metaforic.[68]
- Un creier mai mare nu echivalează cu o inteligență mai mare. Dacă s-ar întâmpla așa, elefanții și cașaloții ar fi cele mai inteligente ființe de pe Pământ. Pentru cercetători este mai important raportul dintre masa creierului și masa corporală pentru a face speculații cu privire la abilitățile cognitive ale ființei. Oamenii de știință nu au găsit o legatură clară între dimensiunea creierului și inteligență.[69][70]
- Creierul nu este gri. Auzim atât de des cum creierul este numit "materie cenușie" încât credem că avem un creier complet gri. De fapt, creierul are mai multe culori ce includ: gri, roșu, alb și negru. Materia cenușie se găsește în tot creierul însă există și fibre nervoase albe care se conectează la materia cenușie. Negrul este prezent datorită pigmentarii speciale a neuromelaninei, iar roșu este de la toate venele din sânge.[71]

#### Boli mentale
- Vaccinurile nu cauzează autism sau tulburări de spectru autism. Deși cercetarea frauduloasă a lui Andrew Wakefield a pretins o conexiune, încercările repetate de a reproduce rezultatele s-au soldat cu eșec, iar cercetarea s-a dovedit în cele din urmă a fi fost manipulată.[72]
- Dislexia nu este definită sau diagnosticată ca fiind scrierea în oglindă sau citirea literelor sau a cuvintelor pe dos.[73][74] Scrierea în oglindă și citirea literelor sau a cuvintelor pe dos sunt comportamente observate la mulți copii (dislexici sau nu) pe măsură ce învață să citească și să scrie.[73][74] Dislexia este o tulburare de neurodezvoltare a persoanelor care au o inteligență cel puțin medie și care au dificultăți în citire și scriere care nu se explică altfel prin inteligență scăzută.[75]
- Autoagresiunea nu este, în general, un comportament care urmărește să atragă atenția. Persoanele care se autoagresează sunt de obicei foarte conștiente de rănile și cicatricile lor și se simt vinovate de comportamentul lor, ceea ce le determină să facă eforturi mari pentru a-l ascunde de ceilalți.[76] Ele pot oferi explicații alternative pentru rănile lor sau își pot ascunde cicatricile cu ajutorul hainelor.[77][78]

#### Nutriție, hrană și băutură
- Dieta are o influență redusă asupra detoxificării organismului, iar dietele de detoxifiere "nu au nici o bază științifică",[79] și sunt o "pierdere de timp și bani".[80] În ciuda acestui fapt, există o concepție greșită în mod obișnuit conform căreia anumite diete ajută acest proces sau pot elimina substanțe pe care organismul nu le poate înlătura singur.[81][82][83][84] Toxinele sunt eliminate din organism prin ficat și rinichi.[79] Tratamentele alternative de detoxifiere sunt delir în masă.[85]

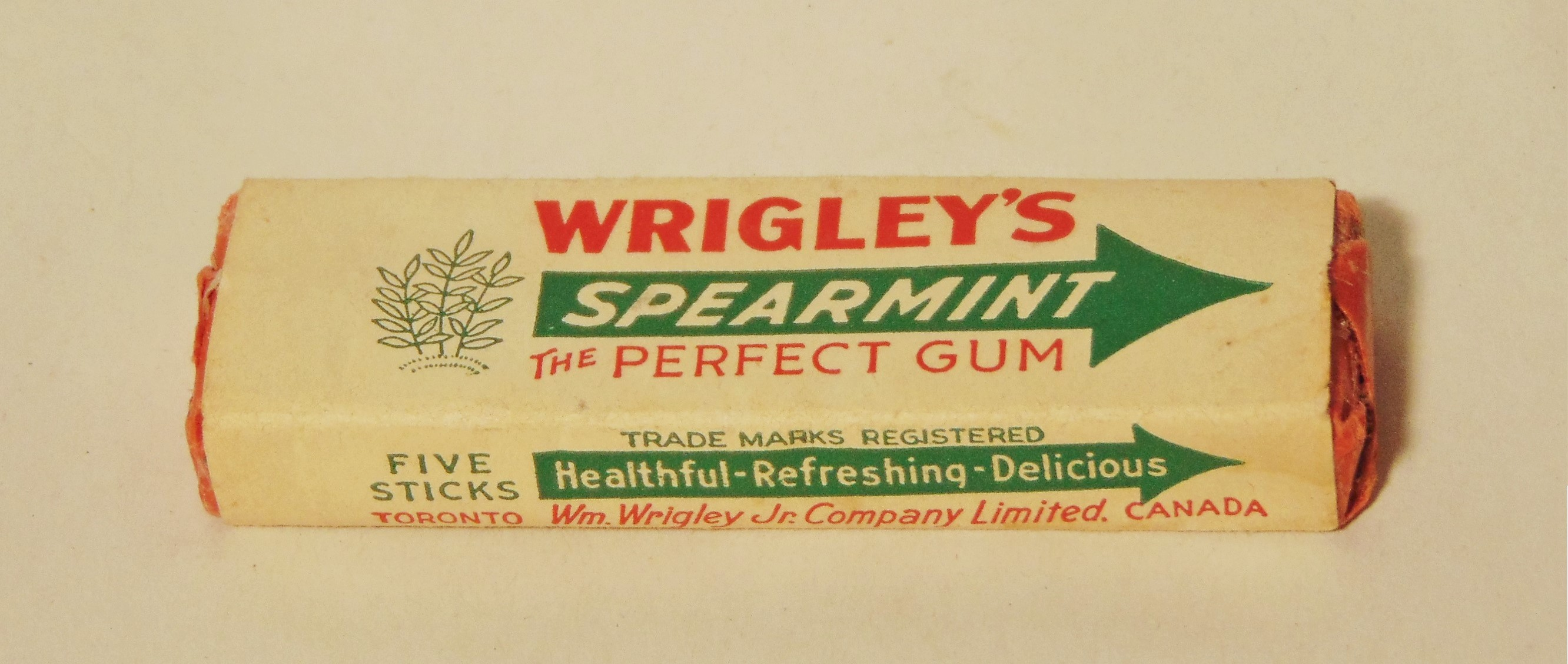
Guma de mestecat înghițită nu durează șapte ani pentru a o digera.

- Opt pahare sau doi până la trei litri de apă pe zi nu sunt necesare pentru menținerea sănătății.[86] Cantitatea de apă necesară variază în funcție de persoană (greutate), nivel de activitate, îmbrăcăminte și mediu (căldură și umiditate). De fapt, apa nu trebuie să fie băută în formă pură, ci poate fi derivată din lichide cum ar fi sucuri, ceai, lapte, supe etc. și din alimente, inclusiv fructe și legume.[86]
- Guma de mestecat înghițită nu durează șapte ani pentru a o digera. De fapt, guma de mestecat este în cea mai mare parte indigestibilă și trece prin sistemul digestiv în același ritm ca și alte materii.[87][88]
- Nu există dovezi că obezitatea este legată de un metabolism mai lent. Rata metabolică nu variază mult între oameni. Creșterea și pierderea în greutate sunt direct atribuite dietei și activității. Persoanele supraponderale tind să subestimeze cantitatea de hrană pe care o consumă, iar persoanele subponderale tind să o supraestimeze.[89]
- Consumul de cantități normale de soia nu produce dezechilibru hormonal.[90][91][92][93][94]

#### Simțuri, piele, păr
- Sugarii pot simți durerea.[95][96]

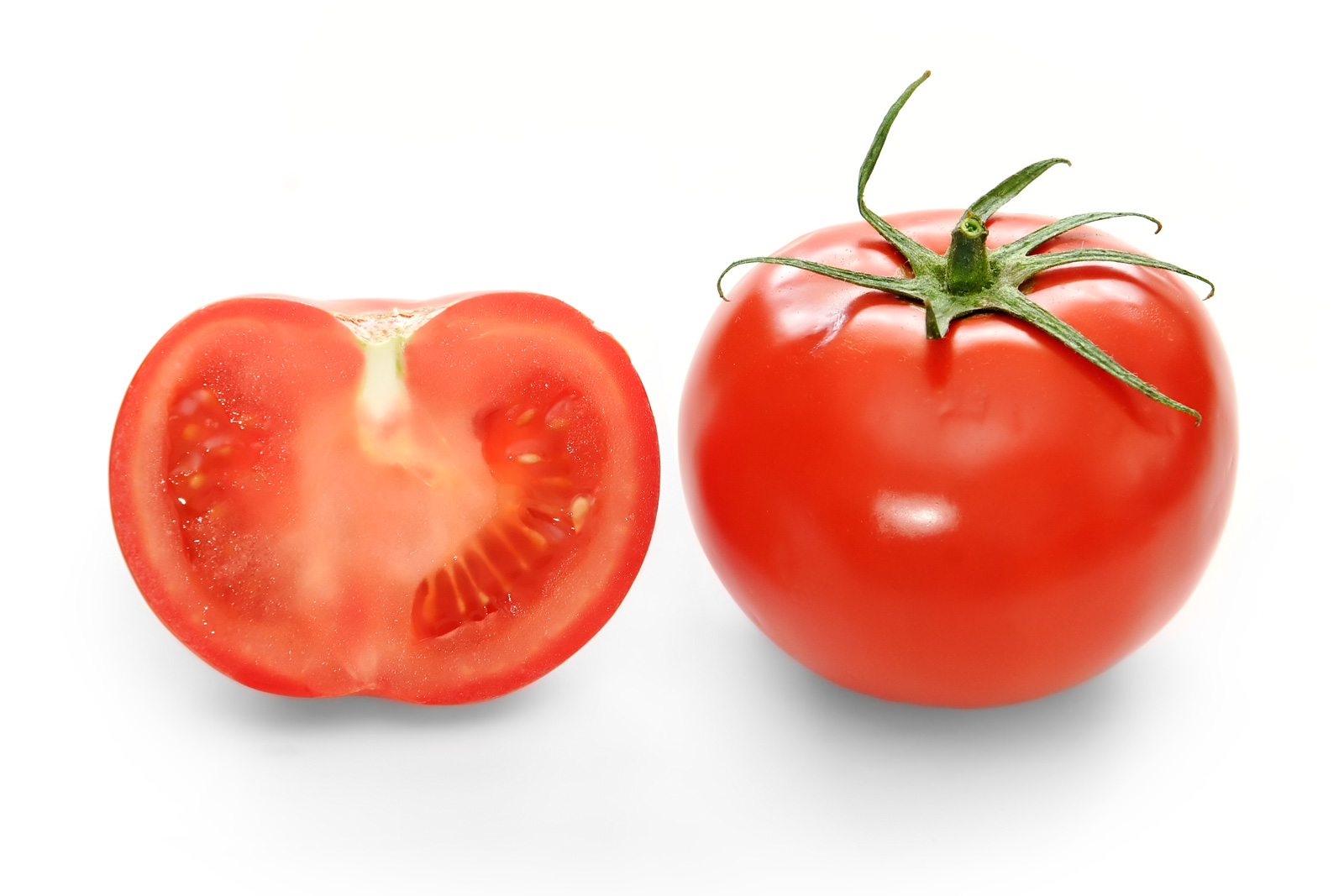
Roșiile sunt bogate în gust umami.

- Nu sunt patru gusturi primare, ci cinci. În plus față de amar, acru, sărat și dulce, oamenii au receptori de gust pentru umami, care este gustul savorii.[97]
- Oamenii au mai mult decât cele cinci simțuri menționate în mod obișnuit. Numărul de simțuri în diferite categorii variază de la 5 la peste 20. În plus față de văz, miros, gust, atingere și auz, care au fost simțurile identificate de Aristotel, oamenii pot simți echilibrul și accelerația (echilibrucepție), durerea (nocicepție), poziția corpului și a membrelor (propriocepție sau simț kinestezic) și temperatura relativă (termocepție).[98] Alte simțuri identificate uneori sunt simțul timpului, ecolocația, mâncărimea, presiunea, foamea, setea, senzația de plenitudine a stomacului, nevoia de a urina, nevoia de a defeca și nivelul de dioxid de carbon (CO2) din sânge.[99][100]
- Ridurile produse de statul îndelungat în apă nu sunt cauzate de absorbția apei și umflarea pielii.[101] Acestea sunt cauzate de sistemul nervos autonom, care declanșează vasoconstricția localizată ca răspuns la pielea umedă, dându-i un aspect încrețit.[102][103] Un studiu din 2014 nu a evidențiat nici o îmbunătățire în ceea ce privește manipularea obiectelor umede cu degetele încrețite.[104]
- Bărbieritul nu provoaca creșterea firului de păr mai gros (mai dens) sau mai închis. Această credință se datorează părului care nu a fost niciodată tăiat și care are un capăt conic, în timp ce după tăiere marginea este curbată și deci mai groasă decât capetele conice; părul tăiat pare a fi mai gros și se simte mai gros din cauza marginilor mai ascuțite. Părul mai scurt este mai puțin flexibil decât părul lung, contribuind la  acest efect.[105]
- Părul și unghiile nu continuă să crească după ce o persoană moare. Mai degrabă, pielea se usucă și se micșorează de la baza părului și a unghiilor, dând aparența creșterii.[106]
- Acneea este în cea mai mare parte cauzată de genetică, mai degrabă decât de lipsa de igienă, consumul de alimente grase sau alte greșeli făcute în îngrijirea personală.[107]

#### Sexualitate umană
- Nu există o bază fiziologică pentru convingerea că a face sex în zilele premergătoare unui eveniment sportiv sau concurs este în detrimentul performanței.[108] De fapt, s-a sugerat că sexul înainte de activitatea sportivă poate ridica nivelul de testosteron la bărbați, ceea ce ar putea spori potențialul lor de performanță.[109]
- Sarcinile de la sex între veri primari nu prezintă un risc serios de defecte congenitale.[110]  Riscul este de 5-6%, similar cu cel al unei femei în vârstă de 40 de ani,[110][111] comparativ cu un risc de bază de 3-4%.[111] Efectele depresiei endogamice, în timp ce sunt încă relativ mici comparativ cu alți factori (și astfel greu de controlat într-un experiment științific), devin mai vizibile dacă sunt menținute timp de mai multe generații.[112][113]
- Dimensiunea mâinii nu prezice dimensiunea penisului uman.[114]

#### Boli
- Răceala obișnuită este cauzată de germeni, nu de temperatura rece, deși temperatura rece poate slăbi oarecum sistemul imunitar.[115][116][117][118][119][120]
- Virusul SARS-CoV-2 nu a fost creat în laborator. Oamenii de știință raportează că noul virus SARS-CoV-2, care provoacă boala COVID-19 și este responsabil pentru pandemia coronavirusului 2019-2020, a luat naștere natural, și nu altfel.[121][122]

#### Toxicologie
- O cârpă îmbibată în cloroform nu poate incapacita instantaneu o persoană.[123] Este nevoie de cel puțin cinci minute de inhalare a unui obiect îmbibat în cloroform pentru a face o persoană inconștientă. Cele mai multe cazuri penale care implică cloroformul implică, de asemenea, un alt drog care a fost co-administrat, cum ar fi alcoolul sau diazepamul, sau se constată că victima a fost complice la administrarea acestuia. Ideea greșită că cloroformul poate fi folosit ca agent incapacitant[124] a fost popularizată de autorii de romane polițiste.
- Deși bananele conțin izotopi radioactivi naturali, în special potasiu-40 (40K), care emit radiații ionizante atunci când sunt supuse dezintegrării radioactive, nivelurile acestor radiații sunt mult prea scăzute pentru a provoca otrăvire prin radiații, iar bananele nu reprezintă un pericol de radiații. Nu ar fi posibil din punct de vedere fizic să se mănânce suficiente banane pentru a provoca otrăvire prin radiații, deoarece doza de radiații de la banane nu este cumulativă.[125][126][127][128]

### Matematică
- Nu există dovezi că vechii greci au proiectat în mod deliberat Partenonul pentru a se potrivi cu raportul de aur.[129] Partenonul a fost finalizat în 438 î.Hr, cu mai mult de un secol înainte de prima menționare a raportului de către Euclid. În mod similar, Omul Vitruvian al lui Leonardo da Vinci nu menționează raportul de aur în textul său, deși descrie multe alte proporții.[130][131]
- În matematică, zecimea repetată scrisă în mod obișnuit ca 0,999... reprezintă exact aceeași cantitate ca numărul unu. În ciuda aspectului reprezentând un număr mai mic, 0,999... este un simbol pentru numărul 1 în exact același mod în care 0,333... este o notație echivalentă pentru numărul reprezentat de fracția 1/3.[132][133][134]
- Este larg răspândit faptul că nu există nici un premiu Nobel în matematică, deoarece soția lui Alfred Nobel l-ar fi părăsit pe acesta pentru marele matematician sudez Gosta Mittag-Leffler. În realitate, Nobel nu a fost căsătorit niciodată iar ultima relație, și cea mai lungă (18 ani), a fost cu austriaca Sofie Hess, până la decesul lui Nobel. Cel mai probabil, Premiul Nobel pentru matematică nu există pentru că Alfred Nobel a vrut să ofere oamenilor invenții practice iar el credea că matematica era prea teoretică.[135]

### Transporturi
- Deșeurile de toaletă nu sunt niciodată aruncate intenționat dintr-o aeronavă. Toate deșeurile sunt colectate în rezervoare și golite în vehicule pentru deșeuri de toaletă.[136] Gheața albastră este cauzată de scurgerile accidentale din rezervorul de deșeuri. Pe de altă parte, toaletele trenurilor de pasageri au fost într-adevăr aruncate pe șine în trecut; trenurile moderne din majoritatea țărilor dezvoltate au de obicei rezervoare de retenție la bord și, prin urmare, nu elimină deșeurile în acest mod.

### Sport
- Denumire de golf nu este un acronim pentru "Gentlemen Only, Ladies Forbidden".[137][138] Este posibil să provină din cuvântul olandez kolf sau kolve, care înseamnă „club”,[138] sau din cuvântul scoțian goulf sau gowf care înseamnă „a lovi”.[137]

### Mediu
- Încălzirea globală nu este cauzată de gaura din stratul de ozon. Diminuarea ozonului este o problemă separată cauzată de clorofluorocarburi (CFC)[139] care au fost eliberate în atmosferă de dispozitive precum frigidere și spray-uri cu aerosoli.[140] CFC-urile au fost eliminate treptat, începând cu Protocolul de la Montreal din 1987.[139] În schimb, încălzirea globală este cauzată de acumularea de gaze cu efect de seră, cum ar fi dioxidul de carbon și metanul. Aceste gaze sunt emise de o mare varietate de surse create de om, inclusiv mașini, centrale termice pe cărbuni și producția de carne. Spre deosebire de CFC, această formă de poluare nu a fost eliminată treptat, iar problema este în curs de desfășurare.[141] În plus, stratul de ozon se găsește în stratosferă, la aproximativ 20 km deasupra suprafeței pământului,[139] în timp ce acumularea de gaze cu efect de seră are loc în troposferă, cel mai jos strat al atmosferei.[142][143]

## Artă și cultură

### Literatură

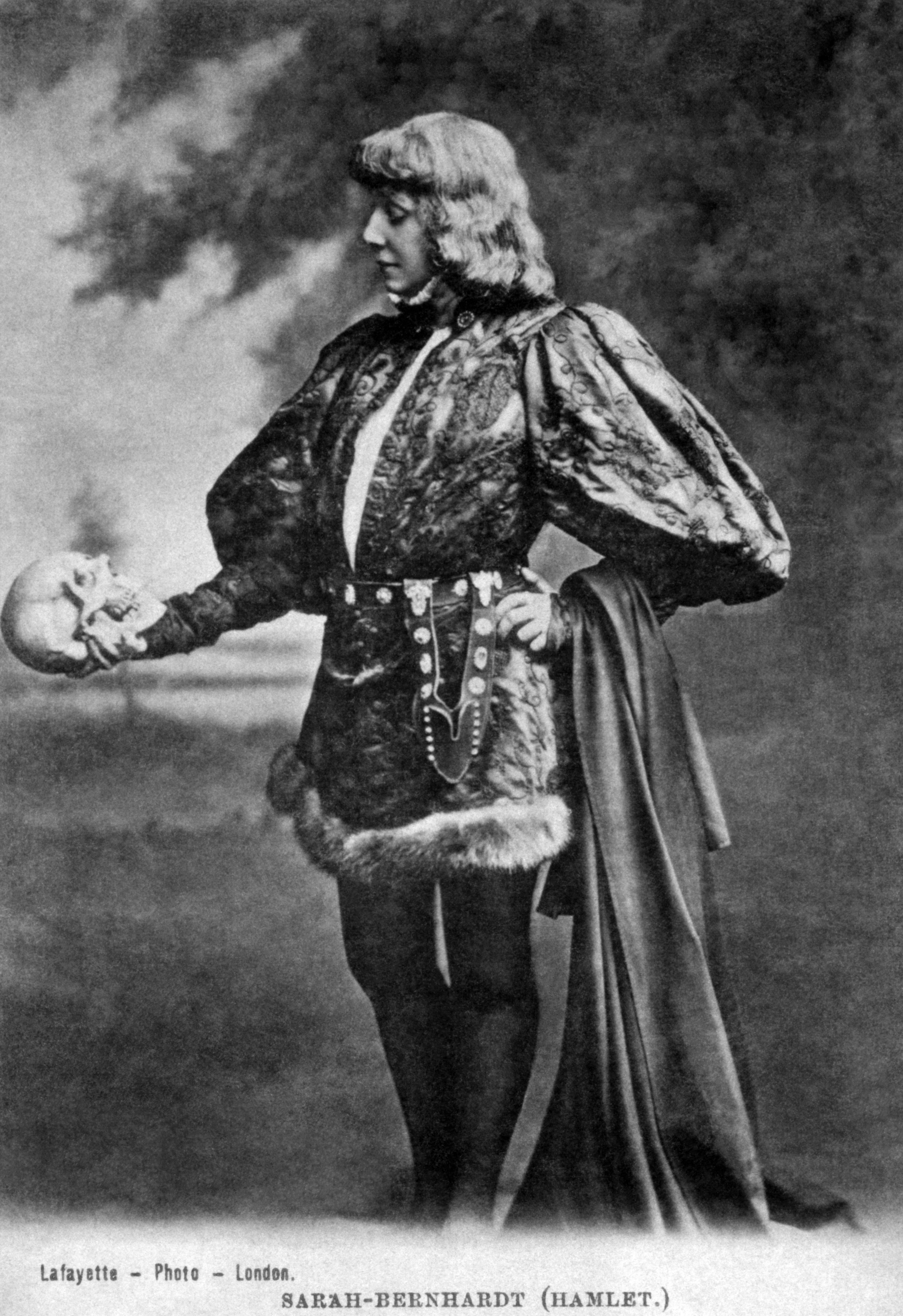
Sarah Bernhardt, în rolul Hamlet, ținând în mână craniul lui Yorick

- Replica celebră atribuită lui Sherlock Holmes "Elementary my dear Watson" nu a fost rostită în nici una dintre romanele scrise de Arthur Conan Doyle.[144] Pe de altă parte, el spune "dragul meu Watson" sau "elementar" separat în mai multe rânduri.[145] Prima utilizare a acestei fraze datează din 1929, în filmul The Return of Sherlock Holmes.
- Fraza "Nu sunt de acord cu ceea ce spui, dar voi apăra până la moarte dreptul tău de a o spune" nu a fost scrisă de Voltaire, dar apare în cartea "Prietenii lui Voltaire" scrisă de autoarea britanică Evelyn Beatrice Hall.[146] · [147].
- O reprezentare grafică frecventă a lui Hamlet de William Shakespeare este că Hamlet stă cu craniul în mână și este adesea asociat în mod eronat cu faimosul monolog al "a fi, sau a nu fi, aceasta e întrebarea" (Actul III, scena 1). Abia mai târziu (Actul V, scena 1), la vederea craniului bufonului Yorick, prințul danez rostește "Vai, sărmane Yorick!… Ei, unde îți sunt acum zeflemelile? Cântecele? Ghidușiile care făceau să se cutremure mesele de hohote?"

### Muzică
- "Edelweiss" nu este imnul național al Austriei, ci o compoziție originală creată pentru muzicalul The Sound of Music.[148] Imnul național austriac este "Land der Berge, Land am Strome" ("Țară a munților, țară pe malul fluviului").[149]
- Melodia folosită în "Twinkle, Twinkle, Little Star", "Alphabet song" și "Baa, Baa, Black Sheep" nu a fost compusă de Wolfgang Amadeus Mozart când avea 5 ani; era deja un popular cântec francez care a existat cu zeci de ani înainte ca Mozart să compună o serie de variații ale melodiei, când avea 25 sau 26 de ani.[150]
- Mozart nu era austriac. În timpul vieții sale, Salzburg nu a făcut parte din Arhiducatul Austriei, ci era un stat esențial suveran numit Principat arhiepiscopal de Salzbourg în cadrul cercului bavarez al Sfântului Imperiu Roman. Abia în 1805, la 14 ani după moartea lui Mozart, Salzburg a fost anexat Imperiului austriac.[151]
- Mozart nu a murit din cauza otrăvirii și nu a fost otrăvit de colegul său Antonio Salieri sau de oricine altcineva.[152] Zvonul fals a apărut la scurt timp după moartea sa și a fost dramatizat în binecunoscutul film Amadeus din 1984.[153]
- Cornul englez nu este nici corn nici englez, ci un instrument aparținând instrumentelor de suflat din lemn.

### Film și televiziune
- Ronald Reagan nu a fost niciodată luat în considerare în mod serios pentru rolul lui Rick Blaine din filmul Casablanca din 1942, interpretat în cele din urmă de Humphrey Bogart. Un prim comunicat de presă al studioului îl menționa pe Reagan, dar studioul știa deja că Reagan nu era disponibil din cauza serviciului militar pe care urma să îl facă.[154] Într-adevăr, producătorul l-a dorit întotdeauna pe Bogart pentru acest rol.[155]
- Filmul Vrăjitorul din Oz din 1939 nu a fost primul film color. Kinemacolor, primul procedeu color de succes, a fost folosit începând cu 1909,[156] iar primul procedeu Technicolor a debutat în 1917.[157][158]

### Mâncare și gătit

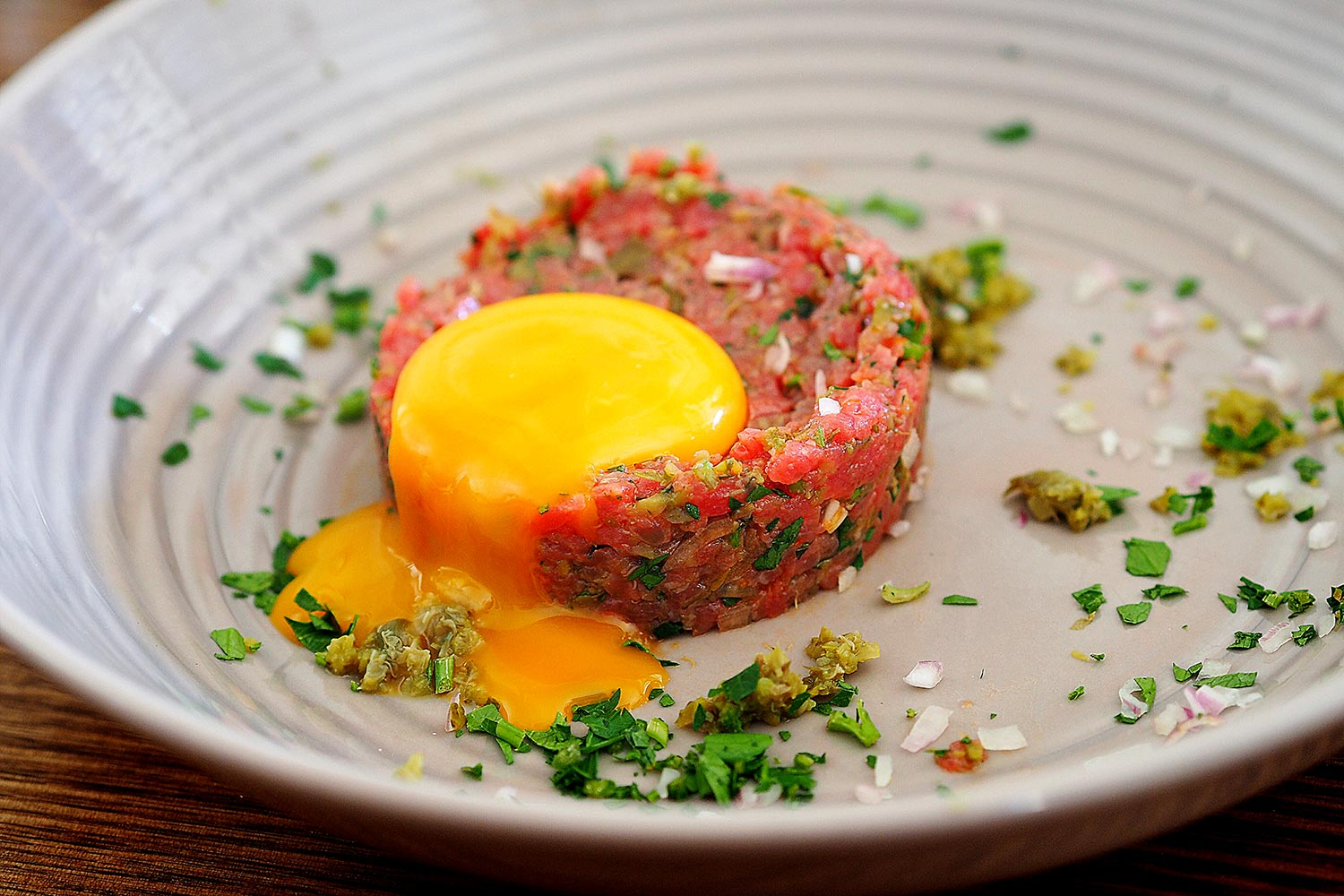
Biftecul tartar nu a fost inventat de războinicii mongoli care au înmuiat carnea sub șeile cailor lor.

- Semințele nu sunt partea picantă a chili. De fapt, semințele conțin o cantitate redusă de capsaicină, componenta care induce gustul iute, arzător. Cea mai mare concentrație de capsaicină este localizată în țesutul placentar (miez) de care sunt atașate semințele.[159]
- Cele mai multe alimente sunt comestibile cu mult timp după data expirării, cu excepția unor produse perisabile.[160]
- Carnea de curcan nu este deosebit de bogată în triptofan și nu provoacă mai multă somnolență decât alte alimente.[161]
- Biftecul tartar nu a fost inventat de războinicii mongoli care au înmuiat carnea sub șeile cailor lor.[162] Felul de mâncare a luat naștere la începutul secolului al XX-lea, în Europa, ca o variantă a steak-ului de Hamburg.[163]
- Frișca nu a fost inventată de François Vatel la Château de Chantilly în 1671; rețeta este atestată cu cel puțin un secol mai devreme în Franța și Anglia,[164] iar denumirea crème chantilly a fost popularizată abia în secolul al XIX-lea.[165]
- Caterina de Medici și anturajul ei nu au introdus mâncăruri italiene la curtea regală franceză și nu au creat astfel înalta bucătărie franceză.[166]

### Business
- Adidas nu este un acronim pentru "All day I dream about sports", "All day I dream about soccer" sau "All day I dream about sex". Compania a fost numită după numele fondatorului său Adolf "Adi" Dassler în 1949. Acronimele acestea au fost glumele publicate în 1978 și 1981.[167]
- Chevrolet Nova s-a vândut foarte bine pe piețele din America Latină; General Motors nu a fost nevoie să redenumească mașina. În timp ce no va înseamnă „nu merge” în spaniolă, nova a fost ușor de înțeles ca însemnând „nou”.[168]
- Imaginea obișnuită a lui Moș Crăciun ca fiind un bătrânel vesel în haine roșii nu a fost creată de compania Coca-Cola ca un truc publicitar. Moș Crăciun luase deja această formă în cultura populară și în publicitatea americană de la sfârșitul secolului al XIX-lea, cu mult înainte ca Coca-Cola să-i folosească imaginea în anii 1930.[169]

## Istorie

### Antichitate

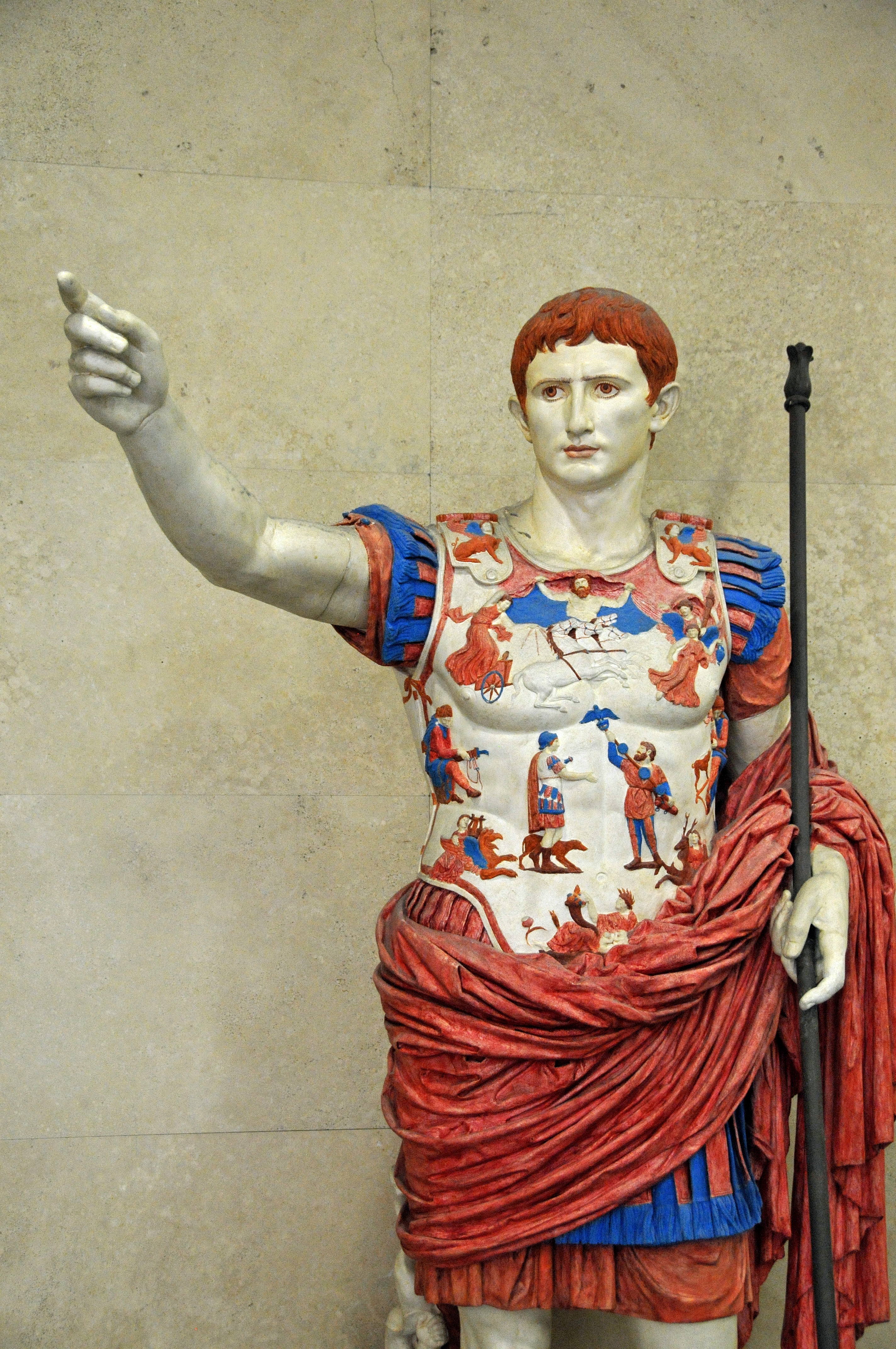
Sculpturile grecești antice au fost inițial pictate în culori strălucitoare.

- Piramidele din Egipt nu au fost construite cu ajutorul sclavilor. Dovezile arheologice arată că muncitorii erau o combinație de muncitori calificați și fermieri săraci care lucrau în afara sezonului, participanții fiind plătiți cu alimente de înaltă calitate și scutiri de taxe.[173][174] Ideea că au fost folosiți sclavi a apărut la Herodot, iar ideea că aceștia erau israeliți a apărut la secole după ce piramidele au fost construite.[175][174]
- În Antichitate, galerele nu erau în mod obișnuit operate de sclavi înlănțuiți sau prizonieri, așa cum este descris în filme precum Ben Hur, ci de muncitori plătiți sau soldați,[176] sclavii fiind folosiți doar în vremuri de criză, în unele cazuri chiar obținând libertatea după ce criza era evitată. Egiptul Ptolemeic a fost o posibilă excepție.[177] Alte tipuri de nave, cum ar fi vasele comerciale (de obicei vase cu vele), erau conduse de sclavi, uneori chiar cu sclavi în calitate de comandanți de navă.[178]
- Mormântul lui Tutankhamon nu este înscris cu un blestem asupra celor care îl tulbură. Aceasta a fost o invenție mediatică a jurnaliștilor de tabloid din secolul al XX-lea.[179]
- Sculpturile grecești antice au fost inițial pictate în culori strălucitoare; astăzi acestea apar albe deoarece pigmenții originali s-au deteriorat. Unele statui bine conservate încă mai poartă urme ale colorării originale.[170][171][172]
- Grecii antici nu au folosit cuvântul "idiot" pentru a denigra persoanele care nu au participat la viața civică sau care nu au votat. Un ἰδιώτης, idiōtēs era pur și simplu un cetățean privat, spre deosebire de un funcționar guvernamental. Mai târziu, cuvântul a ajuns să însemne lipsa abilităților profesionale, apoi cineva needucat sau ignorant, și mult mai târziu să însemne prostie sau deficiențe mentale.[180]
- Salutul roman, în care brațul este întins complet în față sau în diagonală, cu palma în jos și degetele atingându-se, nu era folosit în Roma antică. Gestul a fost asociat pentru prima dată cu Roma antică în tabloul din 1784 Jurământul Horațiilor, realizat de artistul francez Jacques-Louis David, care a inspirat saluturi ulterioare, mai ales salutul nazist.[181]
- Vomitatul nu era o parte obișnuită a obiceiurilor culinare romane.[182] În Roma antică, caracteristica arhitecturală numită vomitorium era locul prin care mulțimile intrau și ieșeau dintr-un stadion, nu o cameră specială folosită pentru curățarea hranei în timpul meselor.[183]
- Decesul filosoafei grecești Hypatia din Alexandria în mâinile unei mulțimi de călugări creștini în 415 a fost rezultatul implicării sale într-o dispută politică între prietenul ei apropiat și studentul Orestes, prefectul roman al Alexandriei și episcopul Chiril, și nu părerile ei religioase.[184][185] Moartea ei nu a avut nici o legătură cu distrugerea Bibliotecii din Alexandria,[186]care probabil că încetase să existe cu secole înainte de nașterea Hypatiei.[186]
- Biblioteca din Alexandria nu a fost distrusă de armata musulmană în timpul capturării orașului în anul 641. Consensul modern sugerează că biblioteca era deja distrusă cu secole înainte de acest incident.[187][188] Se crede că Biblioteca din Caesarea, un depozit-cheie al literaturii creștine, a fost biblioteca distrusă în acest moment. [189]
- Iulius Cezar nu s-a născut prin cezariană. O astfel de procedură ar fi fost fatală pentru mamă în acel moment, iar mama lui Cezar era încă în viață când Cezar avea 45 de ani.[190][191] Numele "cezariană" provine probabil de la verbul latin caedere „a tăia”.[192]

### Evul Mediu și Renașterea

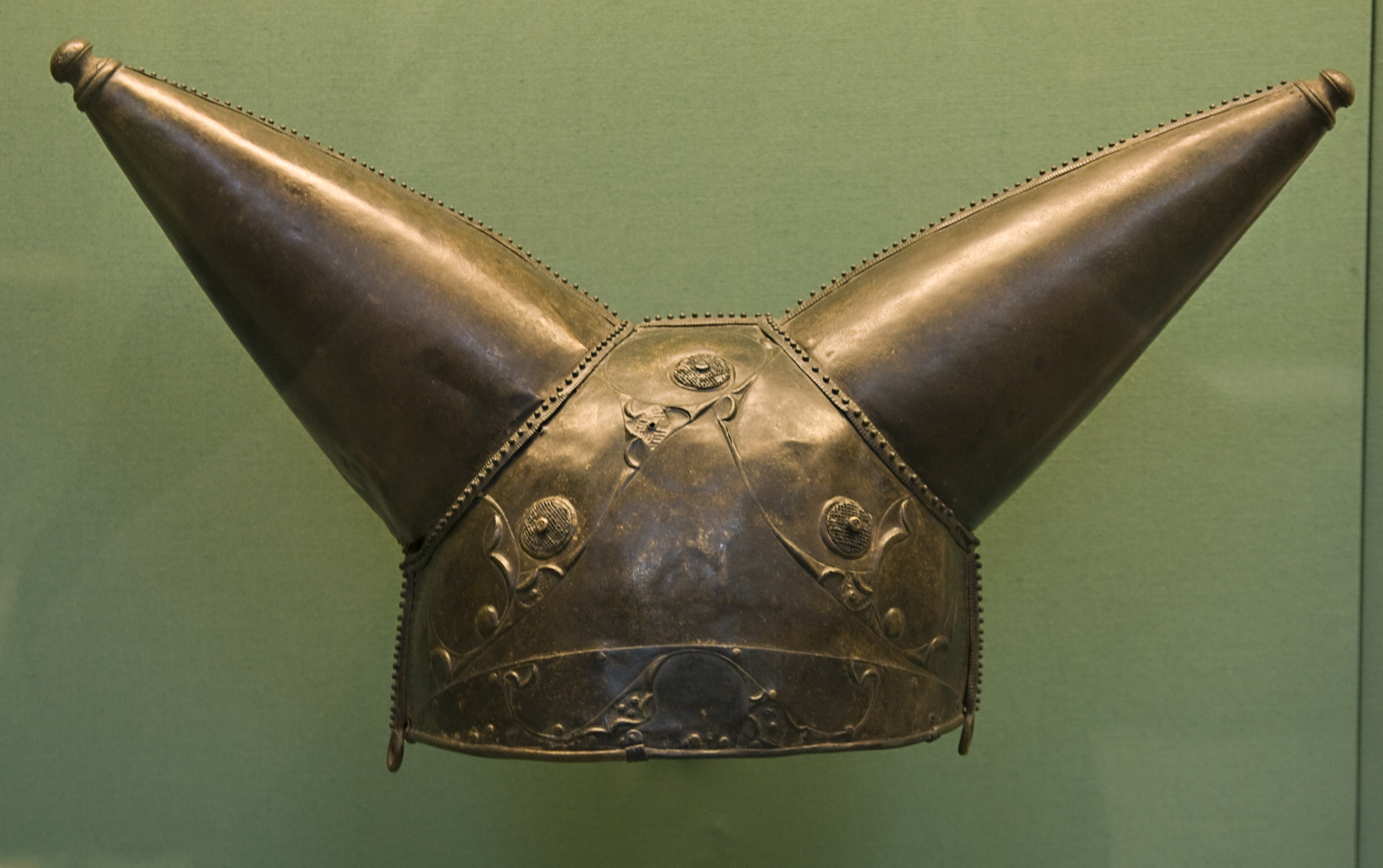
Nu există dovezi că vikingii purtau coarne pe coifurile lor

- Evul Mediu nu a fost „o perioadă de ignoranță, barbarie și superstiție"; Biserica nu a pus autoritatea religioasă deasupra experienței personale și a activității raționale; iar termenul „Evul Mediu întunecat" este respins de istoricii moderni.[193]
- Nu există dovezi că vikingii purtau coarne pe coifurile lor.[194] De fapt, imaginea vikingilor purtând coifuri cu coarne provine din scenografia unei productii din 1876 a Der Ring des Nibelungen, opera lui Richard Wagner.[195]
- Vikingii nu beau din craniile dușmanilor înfrânți. Acest lucru se baza pe o traducere greșită a utilizării poetice ór bjúgviðum hausa (ramuri de cranii) pentru a se referi la coarnele de băut.[196]
- Vikingii nu au numit Islanda "Islanda" pentru a-i descuraja pe alții să se stabilească în această țară. Naddodd și Hrafna-Flóki Vilgerðarson au văzut amândoi zăpadă și gheață pe insulă atunci când au călătorit acolo, ceea ce a dat numele insulei.[197] Groenlanda, pe de altă parte, a fost numită în speranța că va ajuta la atragerea de coloniști.[198]
- Faptul că centurile de castitate, dispozitive destinate femeilor pentru a le împiedica să aibă relații sexuale, au fost inventate în vremurile medievale, este contestat de istoricii moderni. Cele mai multe curele existente sunt acum considerate a fi falsuri deliberate sau dispozitive anti-masturbare din secolul al XIX-lea și începutul secolului XX. Acestea din urma s-au făcut datorită credinței pe scară largă că masturbarea ar putea duce la nebunie și erau în mare parte cumpărate de părinți pentru copiii lor adolescenți.[199]

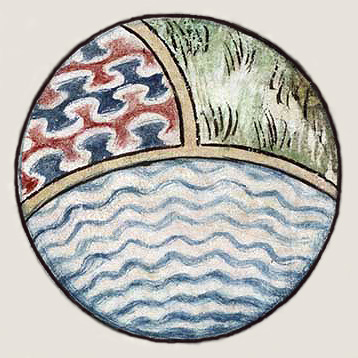
Imaginea medievală a unui Pământ sferic– cu sectoare reprezentând pământul, aerul și apa (c. 1400).

- Europenii medievali  nu credeau că Pământul era plat. Savanții știau că Pământul este sferic cel puțin din anul 500.[200] Acest mit a fost creat în secolul al XVII-lea de protestanți pentru a se opune învățăturilor catolice.[201]

- Eforturile lui Christopher Columbus de a-și susține călătoriile au fost împiedicate nu de credința într-un Pământ plat, ci de îngrijorările reale că Indiile de Est erau mai departe decât își dădea el seama. De fapt, Columb a subestimat grav circumferința Pământului din cauza a două erori de calcul. El și toți membrii echipajului ar fi murit de foame, de sete sau de scorbut, dacă nu ar fi fost suficient de norocoși să se ciocnească de continentul America de Nord.
- Mitul că Columb a dovedit că Pământul era rotund a fost propagat de autori ca Washington Irving în Istoria vieții și a călătoriilor lui Christopher Columbus.

- Columb nu a ajuns niciodată în nici un ținut care face parte astăzi din Statele Unite ale Americii; majoritatea amerizărilor pe care Columbus le-a făcut în cele patru călătorii, inclusiv amerizarea inițială din 12 octombrie 1492, au avut loc pe insulele Caraibe care sunt acum țări independente. Columbus nu a fost, de asemenea, primul european care a vizitat America: l-a precedat cel puțin un explorator, Leif Ericson, care a atins ceea ce se crede a fi insula cunoscută acum ca Newfoundland, parte a Canadei moderne, deși nu a ajuns niciodată pe continent.[208][209]
- Marco Polo nu a importat paste din China,[210] o concepție greșită care a apărut odată cu ziarul Macaroni publicat de o asociație a industriei alimentare, cu scopul de a promova folosirea de paste făinoase în Statele Unite.[211] Marco Polo descrie un fel de mâncare similar cu "lagana" în călătoriile lui, dar el folosește un termen cu care era deja familiar. Grâul dur și, astfel, pastele așa cum sunt cunoscute astăzi, a fost introdus de arabii din Libia, în timpul cuceririi Siciliei la sfârșitul secolului al VII-lea, potrivit buletinului de știri al Asociației Producătorilor de Macaroane, precedând astfel călătoriile lui Marco Polo în China cu aproximativ șase secole.

### Modernism

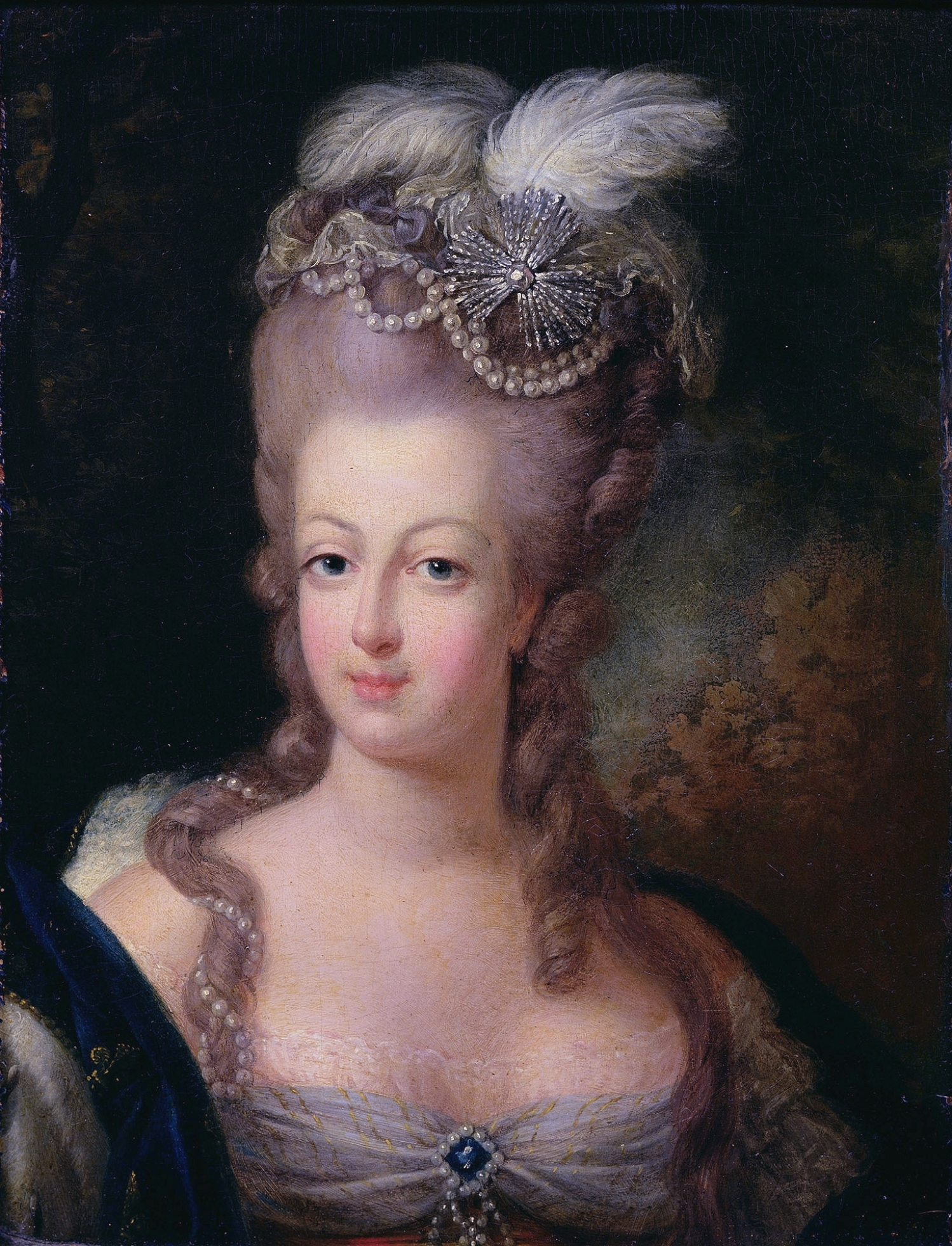
Expresia „dacă nu au pâine atunci să mănânce cozonac” este atribuită în mod greșit Mariei Antoaneta.

- Povestea cunoscută conform căreia Isaac Newton a fost inspirat să cerceteze natura gravitației atunci când un măr i-a căzut în cap este aproape sigur apocrifă. Tot ce a spus Newton însuși a fost că ideea i-a venit în timp ce stătea „într-o dispoziție contemplativă” și „a fost provocată de căderea unui măr”.[212]
- Persoanele acuzate de vrăjitorie nu au fost arse pe rug în timpul proceselor vrăjitoarelor din Salem. Dintre cei acuzați, nouăsprezece persoane condamnate pentru vrăjitorie au fost executate prin spânzurare, cel puțin cinci au murit în închisoare, iar un om a fost omorât cu pietre în timp ce se încerca să i se smulgă o mărturisire.[213]
- Maria Antoneta n-a spus „dacă nu au pâine atunci să mănânce cozonac” când i s-a spus că țăranii francezi sufereau de foame neavând pâine. Expresia a apărut în Confesiunile lui Rousseau, publicată în 1782 însă scrisă în 1766, când Maria avea doar nouă sau zece ani. Majoritatea cărturarilor consideră că Rousseau însuși a inventat-o sau că a fost spusă de Maria-Theresa, soția regelui Ludovic al XIV-lea. Rousseau nu a folosit exact aceste cuvinte, ci de fapt, Qu'ils mangent de la brioche ("Lasă-i să mănânce brioșe"). Maria Antoneta a fost nepopulară iar poporul i-a atribuit fraza cinică pentru a-i menține reputația ca fiind fără inimă și îndepărtată de supușii ei.[214]
- Napoleon Bonaparte nu a compensat dimensiunile sale mici cu setea de putere, războaie și cuceriri. În realitate, Napoleon avea dimensiuni medii pentru timpul său. După moartea sa în 1821, la autopsie i s-a măsurat înălțimea care era de 5 picioare, 2 inci și 4 linii și care corespunde unei înălțimi de aproximativ 1,69 m.[215]  Napoleon era adesea văzut alături de bărbații din Garda Imperială, selectați pentru mărimea lor mare, lucru care ar fi putut contribui la percepția lui ca mic de înălțime.  O confuzie între unitățile de măsură din Anglia și Franța ar fi putut contribui la această legendă, 5 picioare și 2 inci englezești fiind echivalentul a 1,58 m.[216]
- Nasul Marelui Sfinx de la Giza nu a fost împușcat de trupele lui Napoleon în timpul campaniei franceze din Egipt (1798-1801); el lipsește cel puțin din secolul al X-lea.[217]
- În ciuda faptului că se referă în mod obișnuit la cultură[218][219] și la societate în general,[220][221][222] ideea că doctorii din epoca victoriană au inventat vibratorul pentru a vindeca "isteria" feminină prin declanșarea orgasmului este produsul unei singure lucrări[223] respinsă de majoritatea istoricilor.[218][222][224]

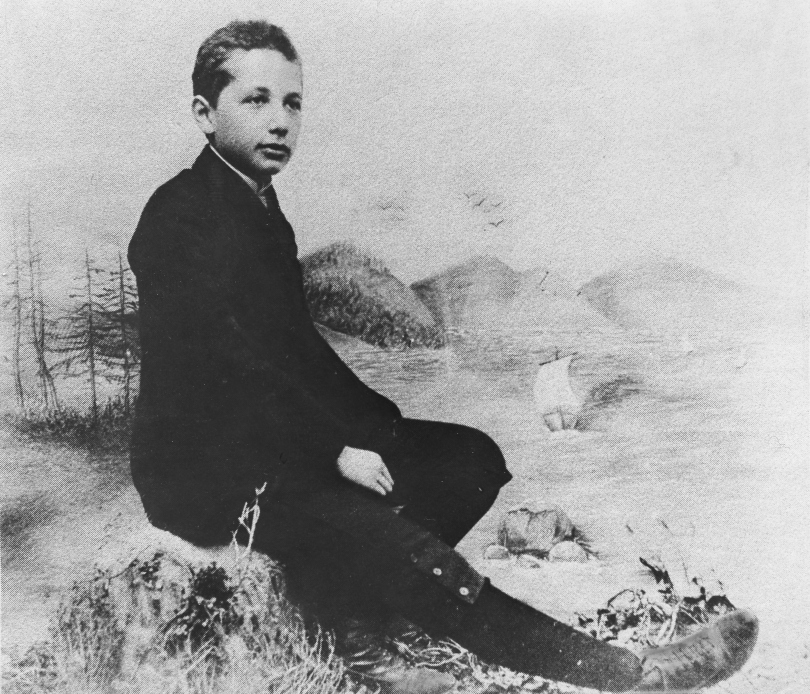
Albert Einstein, fotografiat la 14 ani, nu a rămas repetent la matematică la școală.

- Nu a existat o panică generală în Statele Unite ca răspuns la adaptarea radiologică din 1938 a dramei The War of the Worlds ("Războiul lumilor") de Orson Welles. Numai o mică parte din audiența radio o ascultase, iar reportajele izolate ale incidentelor și creșterea volumului apelurilor către serviciile de urgență au fost jucate a doua zi de către ziare, dornice să discrediteze radioul, acesta fiind un concurent pentru publicitate. Atât Welles cât și CBS, care inițial reacționaseră într-o manieră care expima recunoașterea regretabilă a acestui lucru, au realizat mai târziu că mitul le-a beneficiat și în anii următori l-au îmbrățișat în mod activ.[225][226]
- În timpul ocupației Danemarcei de către naziști în timpul celui de-al Doilea Război Mondial, regele Christian al X-lea al Danemarcei nu a contracarat încercările naziștilor de a identifica evreii purtând el însuși o stea galbenă. Evreii din Danemarca nu au fost nevoiți niciodată să poarte steaua lui David. Rezistența daneză a ajutat majoritatea evreilor să fugă din țară înainte de sfârșitul războiului.[227]
- Albert Einstein nu a rămas repetent la matematică la școală. După ce a văzut o rubrică care a făcut această afirmație, Einstein a spus: "Nu am rămas niciodată repetent la matematică... Înainte de a împlini vârsta de cincisprezece ani, am învățat calculul diferențial și integral".[228][229]  Einstein a picat, totuși, primul său examen de intrare la Școala Politehnică (ETH), în 1895, când era cu doi ani mai tânăr decât colegii săi, dar a obținut rezultate excelente la secțiile de matematică și știință, apoi a trecut la a doua încercare.[230]
- John F. Kennedy nu a comis o eroare gramaticală pronunțând cuvintele "Ich bin ein Berliner". Conform unei legende urbane, prin utilizarea articolului nedefinit "ein", Berliner este tradus ca "gogoașă", iar populația din Berlin a fost amuzată de presupusa greșeală. De fapt, cele două forme sunt perfect corecte,[231][232] și chiar dacă expresia "Ich bin Berliner" este mai frecventă, ar fi fost ciudat din partea lui Kennedy, care vorbea la figurativ; "Ich bin Berliner" ar fi dat impresia că se prezintă cu adevărat din Berlin.
- Deși popular cunoscut sub numele de "telefonul roșu", linia telefonică Moscova-Washington nu a fost niciodată o linie telefonică și nici nu au fost folosite telefoane roșii. Prima implementare a liniei directe a folosit echipament teletype, care a fost înlocuită cu mașini de fax în 1988. Începând cu anul 2008, linia a fost o legătură sigură între calculatoare, prin care cele două țări schimbă e-mailuri.[233] În plus, linia directă leagă Kremlinul de Pentagon, nu de Casa Albă.[234]

## Religie

### Creștinism

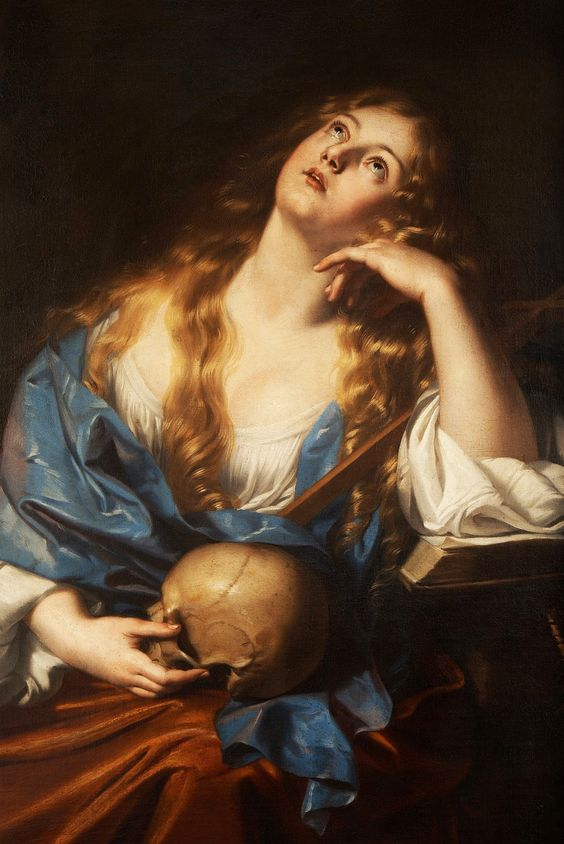
Nici o dovadă biblică sau istorică nu susține că Maria Magdalena a fost prostituată.

- Cel mai probabil, Iisus nu s-a născut la 25 decembrie, data la care nașterea sa este sărbătorită în mod tradițional de Crăciun. Este mai probabil ca nașterea sa să fi avut loc primăvara, sau poate vara, în timp ce 25 decembrie în emisfera nordică este la începutul iernii. De asemenea, deși Era comună numără anii de la nașterea sa,[236] este puțin probabil ca el să se fi născut în anul 1 sau 1 î.Hr., cum ar implica un astfel de sistem de numerotare. Istoricii moderni estimează o dată între 6 î.Hr. și 4 î.Hr.[237]
- Biblia nu spune că exact trei Magi au venit să-l viziteze pe copilul Iisus, nici că ei erau regi, sau călăreau pe cămile, sau că numele lor au fost Casper, Melchior și Balthazar, nici ce culoare avea pielea lor. S-au dedus trei magi pentru că sunt descrise trei daruri, însă știm doar că au fost cel puțin 2; ar fi putut fi mult mai mulți și probabil un anturaj i-a însoțit în călătoria lor. Imaginile artistice ale nașterii au reprezentat aproape întotdeauna trei magi încă din secolul al III-lea.[238] Biblia specifică doar o limită superioară de 2 ani pentru intervalul dintre naștere și vizită (Matei 2:16), iar reprezentările artistice și apropierea de datele tradiționale din 25 decembrie și 6 ianuarie încurajează presupunerea populară că vizita a avut loc în același anotimp cu nașterea, dar tradițiile ulterioare au variat. Asocierea magilor cu regii provine din eforturile de a lega vizita cu profeții din Cartea lui Isaia.[239]
- Ideea că Maria Magdalena a fost o prostituată înainte de a-l întâlni pe Iisus nu se regăsește în Biblie sau în nici una dintre celelalte scrieri creștine timpurii. Concepția greșită a apărut probabil din cauza unei confuzii între Maria Magdalena, Maria de Betania (care unge picioarele lui Iisus în Ioan 11:1-12) și „femeia păcătoasă” fără nume care unge picioarele lui Iisus în Luca 7:36-50.[235]